# (992) Swasey
(992) Swasey és un asteroide del cinturó principal descobert per Otto Struve en 1922 a l'observatori Yerkes en Williams Bay, Wisconsin, Estats Units.
Porta el nom d'Ambrose Swasey, del Warner & Swasey Company, que va construir el telescopi de 82 polzades de l'Observatori McDonald que porta el nom de Struve.
S'estima que té un diàmetre de 27,33 ± 1,4 km. La seva distància mínima d'intersecció de l'òrbita terrestre és d'1,7695 ua.
Les observacions fotomètriques recollides d'aquest asteroide mostren un període de rotació de 13,30 hores, amb una variació de lluentor de 10,5 de magnitud absoluta.